# Alfred Kirwa Yego
Alfred Kirwa Yego (Kenia, 28 de noviembre de 1986) es un atleta keniano, especialista en la prueba de 800 m, con la que llegó a ser campeón mundial en 2007.

## Carrera deportiva
Su mayor éxito lo obtuvo en el Mundial de Osaka 2007 ganando el oro, quedando por delante del canadiense Gary Reed y del ruso Yuriy Borzakovskiy.
Al año siguiente, en las Olimpiadas de Pekín 2008 gana el bronce por detrás de su compatriota Wilfred Bungei y del sudanés Ismail Ahmed Ismail.
Y al año siguiente, en el Mundial de Berlín 2009 gana la medalla de plata, con un tiempo de 1:45.35, tras el sudafricano Mbulaeni Mulaudzi y por delante del bareiní Yusuf Saad Kamel.